# E/R
À ne pas confondre avec la série télévisée Urgences, ER en version originale.
À ne pas confondre avec la série télévisée Emergency Room.
E/R est une série télévisée américaine en 22 épisodes de 22 minutes, créée par Bernie Orenstein et Saul Turtletaub et diffusée entre le 16 septembre 1984 et le 27 février 1985 sur le réseau CBS.
Cette série est inédite dans les pays francophones.

## Synopsis
Récemment divorcé, le docteur Howard Sheinfeld intègre le service des urgences du Clark Street Hospital de Chicago. Il y fait la connaissance de la belle Eve Sheridan… Qui a dit qu'il fallait forcément pleurer aux urgences ?

## Distribution
- Elliott Gould : Howard Sheinfeld
- Mary McDonnell : Dr Eve Sheridan
- Conchata Ferrell : Head Nurse Joan Thor
- Lynne Moody : Nurse Julie Williams
- Corinne Bohrer : Nurse Cory Smith
- Shûko Akune : Maria Amardo
- Bruce A. Young : Officer Fred Burdock
- Luis Avalos : Dr Thomas Esquivel
- Jeff Doucette : Bert
- George Clooney : Mark "Ace" Kolmar
- Jason Alexander : Harold Stickley
- Pamela Segall : Jenny Sheinfeld

## Épisodes
1. Pilot #1
2. Pilot #2
3. "The Sister"
4. "My Way"
5. "Son of Sheinfeld"
6. "Save the Last Dance for Me"
7. "Say It Ain't So"
8. "Growing Pains"
9. "All's Well That Ends"
10. "Only a Nurse"
11. "Sentimental Journey"
12. "Mr. Fix-It"
13. "A Cold Night in Chicago"
14. "Both Sides Now"
15. "The Storm"
16. "Enter Romance"
17. "Brotherly Love"
18. "I Raise You"
19. "Merry Wives of Sheinfeld (1re partie)"
20. "Merry Wives of Sheinfeld (2e partie)"
21. "All Tied Up"
22. "A Change in Policy"

## Anecdote
- George Clooney joue dans cette série, avant d'incarner 10 ans plus tard un médecin dans la série Urgences, « ER » en version originale.

- Jason Alexander joue également dans cette série où le principal personnage se nomme Sheinfeld, on retrouvera l'acteur 4 ans plus tard dans la série Seinfeld (sans h cette fois).